# Ernest Henry Gruening
Ernest Henry Gruening, ameriški zdravnik, novinar in politik, * 6. februar 1886, New York, † 26. junij 1974.
Gruening je bil guverner Aljaske (1939-1953) in senator ZDA iz Aljaske (1959-1969).